# Angebliche Meuterei auf der Gorch Fock
Als Meuterei auf der Gorch Fock wurde 2010 in Medien eine Protestaktion junger Offizieranwärter der deutschen Marine gegen ihre Vorgesetzten auf dem Segelschulschiff Gorch Fock verbreitet. Es handelt sich entgegen der Darstellung in den Medien jedoch nicht um eine Meuterei im eigentlichen Sinne. Vor der Aktion war die Offizieranwärterin Sarah Lena Seele von einem Segelmast auf das Deck des Schiffes gestürzt und gestorben.
Der Todesfall und die Protestaktion waren Gegenstand umfangreicher Untersuchungen und Diskussionen, zum Beispiel durch den damaligen Wehrbeauftragte Hellmut Königshaus und den Verteidigungsausschuss des Bundestages. Eine Verurteilung von Marine-Offiziersanwärtern aufgrund dieses Vorfalls wegen Meuterei (§ 27 Wehrstrafgesetz) hat es jedoch nicht gegeben.

## Zur Vorgeschichte

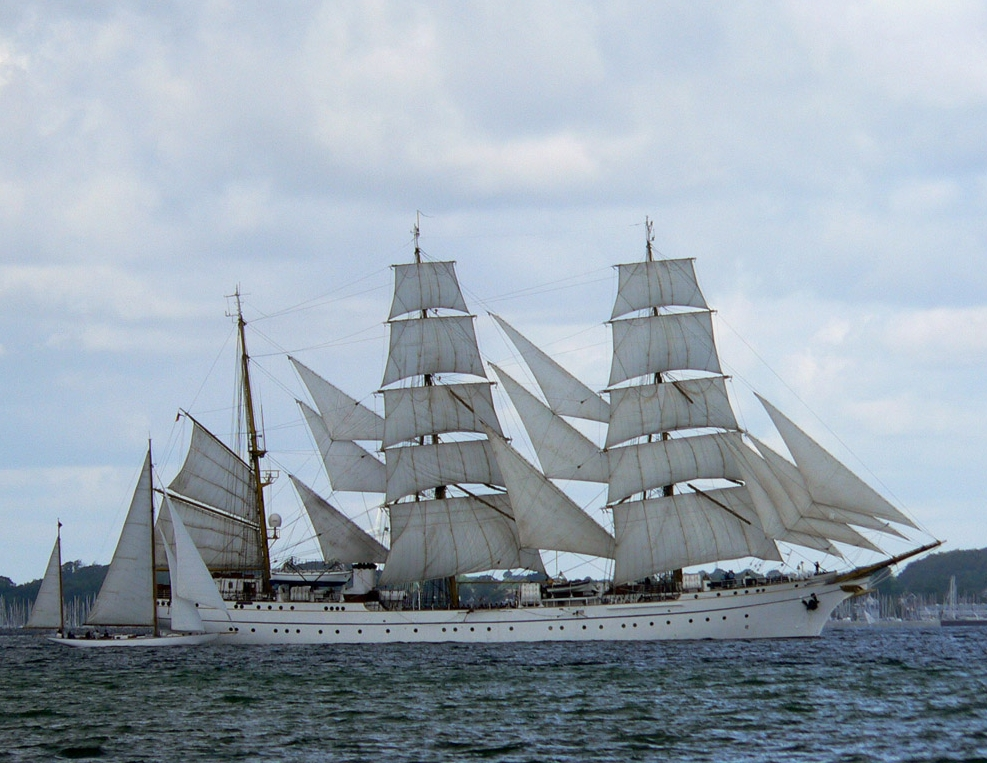
Die Gorch Fock

Am 7. November 2010 stürzte eine 25-jährige Offizieranwärterin bei einer Übung in der Nähe von Salvador da Bahia aus 27 Metern Höhe von der Takelage auf das Deck und starb. Die abgestürzte Offizieranwärterin musste wie die anderen Kadetten siebenmal nacheinander auf den Mast aufentern. Eine Übung für das Aufentern gab es nicht, ebenso wenig eine Sicherung.
Es war nicht der erste Todesfall. 1998 starb ein Offiziersanwärter nach einem Sturz aus zwölf Metern Höhe. 2002 starb ein 19-jähriger Grundwehrdienstleistender nach einem Sturz vom Großmast. Die beiden waren unerfahren, ebenso wie die junge Offiziersanwärterin. Diese war erst am 2. November 2010, fünf Tage vor ihrem Tod, an Bord gekommen. Am 4. September 2008 starb die 18 Jahre alte Offiziersanwärterin Jenny Böken, als sie von der Gorch Fock aus in die Nordsee fiel.

## Reaktion der Besatzung
Dieser Vorfall verunsicherte viele Besatzungsmitglieder. Es kamen Vorwürfe auf, die Offiziere würden mit der besonderen Situation nicht richtig umgehen. Besatzungsmitglieder vermissten Gelegenheiten zum Trauern, beklagten großen Druck und Nötigung durch Offiziere und weigerten sich, einen Mast der Gorch Fock zu besteigen und widersetzten sich somit einem Befehl. Einige Besatzungsmitglieder wollten in Folge der Ereignisse das Schiff verlassen. Zwei erfahrenere Besatzungsmitglieder versuchten, der Schiffsleitung die Probleme und Ängste vieler Besatzungsmitglieder begreiflich zu machen. Es entbrannte eine Diskussion, wie mit dem Tod einer Kameradin umzugehen sei.
Kapitän zur See Schatz, seit Anfang 2006 Kommandant der Gorch Fock, beauftragte zwei dienstältere Kadetten, zwischen den trauernden Soldaten und der Schiffsführung zu vermitteln.

## Nach dem Vorfall
Später warfen Schatz und der Erste Offizier den beiden vermittelnden Offiziersanwärtern und zwei weiteren Crew-Mitgliedern „mangelhafte Zusammenarbeit mit der Schiffsführung“ vor. Im Anschluss wurden auf höchster Ebene grundsätzliche Punkte der Marine hinterfragt. Die Ausbildungsmethoden wurden überarbeitet, der Sinn des sogenannten „Aufenterns“, des Besteigen des Masts, wurde hinterfragt, da es nicht mehr zeitgemäß sei. Die Entscheidung, den Betrieb nach dem Todesfall an Bord zeitnah wieder fortzusetzen, wurde ebenfalls kritisiert. Außerdem stießen die Vorkommnisse auf der Gorch Fock eine Debatte über Gehorsam in der Marine an.
Am 21. Januar 2011 suspendierte der damalige Verteidigungsminister Karl-Theodor zu Guttenberg den Kommandanten der Gorch Fock. Marine-Inspekteur Axel Schimpf verteidigte die Suspendierung.
Mitte 2011 legte das Bundesverteidigungsministerium (damaliger Minister war Thomas de Maizière) den Vorsitzenden und Obleuten des Verteidigungsausschusses einen Bericht vor, in dem der Schiffsführung „Fehlverhalten“ und „Unterlassungen“ vorgeworfen wurden. Zudem sei die Dienstaufsicht „über einen längeren Zeitraum“ mangelhaft gewesen; das Verteidigungsministerium bewertete dies als „inakzeptabel“.
Im April 2012 wurde an der Marineschule Mürwik der Gorch-Fock-Übungsmast aufgestellt, dessen Benutzer beim Üben gesichert sind.